# 1949 no jornalismo
Nesta página encontrará referências aos acontecimentos directamente relacionados com o jornalismo ocorridos durante o ano de 1949.

## Eventos
- 2 de fevereiro - Começa a circular, no Rio de Janeiro, o semanário Emancipação, publicação pró O petróleo é nosso.

## Nascimentos
| Data           | Nome                      | Profissão                                      | Nacionalidade | Observações | Ref |
| -------------- | ------------------------- | ---------------------------------------------- | ------------- | ----------- | --- |
| 25 de março    | António Mega Ferreira     | escritor e jornalista                          | Portugal      |             |     |
| 20 de setembro | Alberto Arons de Carvalho | jornalista, professor universitário e político | Portugal      |             |     |

## Mortes
| Data | Nome | Profissão | Nacionalidade | Observações | Ref |
| ---- | ---- | --------- | ------------- | ----------- | --- |